# アスピスの戦い
アスピスの戦いは第一次ポエニ戦争中の紀元前256年に発生した共和政ローマとカルタゴ間のアフリカでの最初の陸戦である。

## 背景
カルタゴ海軍はアフリカ上陸を目指すローマ海軍を阻止しようとしたが、エクノモス岬沖の海戦で敗れ、ローマ軍はアスピス（現在のケリビア）近郊に上陸した。アスピスはチュニス湾を挟んでカルタゴの東側に位置する都市である。

## 戦闘
アスピス近郊に上陸したローマ軍は艦艇を防御するために塹壕と柵を作った。カルタゴ側は陸戦の準備ができておらず、守備兵が若干の抵抗をした後にアスピスは陥落した。アスピスを確保した後、ローマはカルタゴの対面にあたる周辺地域を支配し、背後の安全を確保した。ローマ軍はアスピス防御のために少数の兵力をおき、本国に伝令を派遣して次の作戦の指示を仰いだ。その後略奪を行いながら、全軍でカルタゴに向かって進軍を開始した。

## その後
カルタゴ軍を撃破した後、ローマは艦隊の大部分をローマに戻し、アフリカには歩兵15,000と騎兵500が残った。これらの兵力はマルクス・アティリウス・レグルスが指揮することとなった。内陸部を略奪しながら進軍し、アディス（現在のウシーナ）で停止した。カルタゴはここに兵力を集めアディスの戦いが勃発したが、ここでもカルタゴ軍は敗れた。

## 参考資料
1. 1 2  Siege of Aspis, 256 B.C. Rickard, J (10 May 2007), Siege of Aspis, 256 BC. Retrieved on December 13, 2008.
2. ↑  “Roman invasion of Africa”. The History of Rome. London: Carey, Lea & Blanchard. (1837). pp. 109 2008年12月14日閲覧。
3. ↑  James Hampton, ed (1823). “The General History of Polybius - Chapter III”. The General History of Polybius. I (5th ed.). London: W. Baxter. pp. 35 2008年12月14日閲覧。

座標: 北緯36度51分 東経11度6分 / 北緯36.850度 東経11.100度